# Não É Azul, mas É Mar
Não É Azul, Mas É Mar é o oitavo álbum de estúdio do músico, cantor e compositor brasileiro Djavan, lançado em 1987 pela Columbia. Gravado em Los Angeles nos Estados Unidos, foi lançado no Brasil, Estados Unidos, Japão e em alguns países da Europa, sendo que nos três últimos países o álbum foi lançado na versão em inglês, intitulada Bird of Paradise. Os principais hits do álbum são "Soweto", "Me Leve" e "Dou-Não-Dou" (um dos principais hits do álbum, selecionado para entrar na trilha sonora da telenovela brasileira Mandala, em 1987) e alguns outros de destaque entre público e crítica: "Florir", "Maçã", "Doidice" e "Carnaval do Rio".

## Sobre o álbum
| Críticas profissionais | Críticas profissionais |
| Avaliações da crítica  | Avaliações da crítica  |
| Fonte                  | Avaliação              |
| ---------------------- | ---------------------- |
| Notas Musicais         | [ 4 ]                  |

Em "Não é Azul, Mas é Mar", Djavan retomou a parceira com o produtor Ronnie Foster, o mesmo produtor do álbum Luz (1982). Segundo o autor Hugo Sukman, o álbum trouxe também sua primeira "canção de protesto", a faixa "Soweto", onde ele reflete "a dolorosa resistência sul-africana contra o apartheid." O título do álbum, "Não é Azul, mas é Mar", foi retirado de um trecho da canção "Bouquet", faixa número dois, que antecede "Me Leve". "Dou-Não-Dou" e "Florir" foram consideradas "misteriosas canções" pelo autor. "Carnaval no Rio" foi definida como um "samba estilizado sobre uma moça carioca de vida airosa que recusa o assédio do autor," já "Navio", primeira parceria com os filhos músicos Flavia Virginia e Max Frederico Viana, traz metáforas sobre imagens 'marítimas' e 'viajantes'," conclui o mesmo.
Em "Maçã, outro samba, "o autor bate na Espanha, destrói Casablanca, se revolta contra Nicarágua, se atola no Irã, beija em Nova York, acorda no frio e resolve voltar para casa," define Hugo. Em "Real", canção pop resultado da parceria com um compositor estrangeiro, o japonês Tetsuo Sakurai, do grupo Casiopea, Djavan aborda a globalização, e na faixa "Doidice", canção que possui "pegada caribenha," o cantor entoa os versos finais em espanhol, como explicitado por Sukman.
O crítico Mauro Ferreira, escrevendo para o site Notas Musicais, atribuiu ao álbum 3 de 5 estrelas, afirmando que no álbum, Djavan "acenou com mais força para o pop globalizado."

## Faixas
Todas as faixas produzidas por Djavan e Ronnie Foster.
| N.º            | Título            | Compositor(es)                       | Duração |  |
| 1.             | "Soweto"          | Djavan                               | 6:09    |  |
| 2.             | "Bouquet"         | Djavan                               | 3:57    |  |
| 3.             | "Me Leve"         | Djavan                               | 4:41    |  |
| 4.             | "Dou-Não-Dou"     | Djavan                               | 4:27    |  |
| 5.             | "Florir"          | Djavan                               | 4:11    |  |
| 6.             | "Carnaval no Rio" | Djavan                               | 4:16    |  |
| 7.             | "Navio"           | Flávia Virginia Max Frederico Djavan | 5:15    |  |
| 8.             | "Maçã"            | Djavan                               | 4:09    |  |
| 9.             | "Real"            | Tetsuo Sakurai Djavan                | 3:54    |  |
| 10.            | "Doidice"         | Djavan                               | 4:45    |  |
| Duração total: | Duração total:    | Duração total:                       | 45:45   |  |